# Ruy Castelar
Ruy Castelar (Lisboa, 19 de setembro de 1932 – Lisboa, 3 de março de 2023) foi um ator, locutor e realizador de rádio e produtor musical português.

## Biografia
Nascido em Lisboa, frequentou o Instituto Industrial de Lisboa, que abandonou aos 18 anos para ingressar na Marinha de Guerra. Aí tirou o curso de Engenharia de Máquinas Navais.
Iniciou a sua atividade na rádio no Rádio Club de Angra, em Angra do Heroísmo. Trabalhou no Rádio Clube Português, Rádio Comercial, etc.
Foi correspondente da revista Semana Ilustrada, de Luanda.
Como ator, participou em cinema, teatro e telenovelas. Destaca-se a participação no filme Rapazes de Táxis (1965), ao lado de Tony de Matos e António Calvário. No teatro, teve pequenos papéis na Companhia de Francisco Ribeirinho.
Produziu vários álbuns, como Maria da Fé Canta com Orquesta (1968), e Versos de orgulho de Maria Leopoldina Guia (1996).
Ruy Castelar faleceu na manhã do dia 3 de março de 2023, no Hospital de Santa Maria em Lisboa, aos 90 anos, na sequência de uma queda.

## Programas de rádio
- Meia Noite (Rádio Clube Português, 1963);
- Sintonia 63 (Rádio Clube Português, 1963);
- A Noite é Nossa (Rádio Clube Português, 1967 a 1975);
- Fantástico (Rádio Comercial)
- Clube da Manhã (Rádio Comercial);
- Meia Noite e uma Guitarra;
- As Fronteiras do Desconhecido (Rádio Comercial).

## Prémios
- Microfone de Ouro (Rádio Clube Português)[3]
- Melhor Locutor de Rádio - Casa da Imprensa

## Filmografia
- O Miúdo da Bica  (1963);
- Verdes Anos (1963);
- Rapazes de Táxis (1965);
- Olhos de Água (2001);
- Fábrica de Anedotas (2002);
- Saber Amar (2003);
- Baía das Mulheres (2004);
- Feitiço de Amor (2008);
- Remédio Santo (2011).

## Teatro
- Serão das Laranjeiras;
- Rei Lear.